# 馬達加斯加伊斯蘭教
伊斯蘭教，是馬達加斯加的少數宗教，佔人口7%。大多數馬達加斯加的穆斯林屬遜尼派沙斐儀派，少數人屬阿赫邁底亞和什葉派。

## 歷史
從十世紀或十一世紀開始，阿拉伯和桑給巴爾的象牙商人在非洲東海岸駕著自己的單桅帆船運動，在馬達加斯加西海岸建成了定居點。其中最值得注意的是扎菲拉米尼亞人，他們是安塔莫洛人
，安塔洛塞人等東海岸民族的傳統祖先。最後一波的阿拉伯移民將是從東非殖民地移民的安塔拉托拉。他們定居在島上的西北部（Majunga地區），是第一個真正把伊斯蘭教帶到島上的人。
與印尼人和班圖人相比，阿拉伯移民總數很少，但給人留下了深刻的印象。季節，月，日和硬幣的馬達加斯加名字是阿拉伯語，割禮，公共糧食池和不同形式的稱呼也是阿拉伯語。阿拉伯魔術師，被稱為ombiasy，確立在許多馬達加斯加部落王國的宮廷。阿拉伯移民把他們的家庭制度帶到了馬達加斯加。索拉比字母是一個基於阿拉伯語的字母表，特別是用於謄寫馬拉加什語安塔莫洛方言。阿拉伯人也是第一個正確識別大多數馬達加斯加人起源的民族，提出該島被印度尼西亞人定居。